# Đồng(I) hydride
Đồng(I) hydride, còn có tên hệ thống là poly(cuprane(1)) là một hợp chất vô cơ có thành phần chính gồm có hai nguyên tố đồng và hydro, với công thức hóa học (CuH)n (cũng được viết là [CuH]n hoặc CuH). Hợp chất này tồn tại dưới dạng thức là một chất rắn màu da không mùi, không thể phân tích, hiếm khi cô lập như một thành phần tinh khiết, phân hủy thành các nguyên tố.  Đồng(I) hydride chủ yếu được sản xuất như là một tác nhân khử trong tổng hợp hữu cơ và là tiền thân của chất xúc tác phản ứng.

## Lịch sử
Năm 1844, nhà hóa học người Pháp Adolphe Wurtz đã tổng hợp đồng(I) hydride lần đầu tiên bằng phản ứng khử đồng(II) sunfat với axit hypophotphorơ (H3PO2). Năm 2011, Panitat Hasin và Yiying Wu là những người đầu tiên tổng hợp một hydride kim loại (đồng(I) hydride) bằng kỹ thuật sonication. Đồng(I) hydride là hydride của một nguyên tố kim loại đầu tiên được phát hiện. Vào năm 2013, nó được tạo thành bởi Donnerer et al. và được nêu lên rằng, ít nhất là lên đến năm mươi gigapascal, đồng(I) hydride không thể được tổng hợp bằng cách chỉ sử dụng phương pháp lực. Tuy nhiên, họ đã thành công trong việc tổng hợp một số hợp kim đồng-hydro nhờ áp lực.